# Futbol'nyj Klub Ufa 2016-2017
Questa voce raccoglie le informazioni riguardanti il Futbol'nyj Klub Ufa nelle competizioni ufficiali della stagione 2016-2017.

## Stagione
La squadra migliorò di molto la posizione delle precedenti stagioni passando dal dodicesimo al settimo posto.

## Maglie
| Manica sinistra · Maglietta · Manica destra · Pantaloncini · Calzettoni | Manica sinistra · Maglietta · Manica destra · Pantaloncini · Calzettoni |

## Rosa
| N. |                      | Ruolo | Calciatore          |
| -- | -------------------- | ----- | ------------------- |
| 1  | Russia (bandiera)    | P     | Mikhail Borodjko    |
| 3  | Russia (bandiera)    | D     | Pavel Alikin        |
| 4  | Russia (bandiera)    | D     | Aleksey Nikitin     |
| 5  | Slovenia (bandiera)  | D     | Bojan Jokic         |
| 7  | Russia (bandiera)    | A     | Dmitriy Sysuev      |
| 9  | Rep. Ceca (bandiera) | C     | Ondrej Vanek        |
| 13 | Russia (bandiera)    | C     | Azamat Zaseev       |
| 17 | Russia (bandiera)    | D     | Dmitri Zhivoglyadov |
| 19 | Croazia (bandiera)   | C     | Ivan Paurevic       |
| 20 | Russia (bandiera)    | D     | Denis Tumasyan      |
| 21 | Nigeria (bandiera)   | A     | Kehinde Fatai       |
| 22 | Moldavia (bandiera)  | D     | Viktor Patrashko    |
| 31 | Russia (bandiera)    | P     | Aleksandr Belenov   |
| 33 | Russia (bandiera)    | D     | Aleksandr Sukhov    |
| 39 | Russia (bandiera)    | D     | Dmitri Stotskiy     |
| 44 | Nigeria (bandiera)   | A     | Sly                 |

| N. |                     | Ruolo | Calciatore         |
| -- | ------------------- | ----- | ------------------ |
| 45 | Russia (bandiera)   | D     | Aleksandr Putsko   |
| 57 | Russia (bandiera)   | A     | Vyacheslav Krotov  |
| 60 | Russia (bandiera)   | C     | Vladimir Zubarev   |
| 70 | Russia (bandiera)   | C     | Nikolay Safronidi  |
| 87 | Russia (bandiera)   | C     | Igor Bezdenezhnykh |
| 88 | Russia (bandiera)   | P     | Giorgi Shelia      |
| 93 | Moldavia (bandiera) | C     | Catalin Carp       |
| 98 | Russia (bandiera)   | C     | Ivan Oblyakov      |
| 99 | Russia (bandiera)   | A     | Islamnur Abdulavov |
| -  | Russia (bandiera)   | P     | Andrey Lunev       |
| -  | Russia (bandiera)   | D     | Aleksandr Filin    |
| -  | Russia (bandiera)   | D     | Viktor Vasin       |
| -  | Brasile (bandiera)  | C     | Marcinho           |
| -  | Russia (bandiera)   | A     | Andrey Batyutin    |
| -  | Brasile (bandiera)  | A     | Diego              |

## Risultati

### Prem'er-Liga
| Arbitro: | Sergej Ivanov |

|                                           |           |  |
| Roman Emeljanov 5’ Roman Pavlyuchenko 43’ | Marcatori |  |

| Ufa 6 agosto 2016, ore 16:00 2ª giornata | Ufa            | 0 – 0 referto | Zenit San Pietroburgo | Stadio Neftjanik (7.800 spett.)\| Arbitro: \| Vitali Meshkov \| |
| Arbitro:                                 | Vitali Meshkov |               |                       |                                                                 |

| Arbitro: | Sergey Lapochkin |

|                   |           |  |
| Sergey Samodin 9’ | Marcatori |  |

| Arbitro: | Igor Fedotov |

|                   |           |                                                     |
| Kehinde Fatai 75’ | Marcatori | 48’ Bekim Balaj 87’ Zaur Sadaev 89’ Gheorghe Grozav |

| Arbitro: | Aleksandr Egorov |

|  |           |                |
|  | Marcatori | 83’ (rig.) Sly |

| Ufa 11 settembre 2016, ore 13:00 6ª giornata | Ufa                | 0 – 0 referto | Krasnodar | Stadio Neftjanik (5.800 spett.)\| Arbitro: \| Vladimir Seldyakov \| |
| Arbitro:                                     | Vladimir Seldyakov |               |           |                                                                     |

| Arbitro: | Vitali Meshkov |

|  |           |                           |
|  | Marcatori | 69’ (aut.) Vedran Corluka |

| Arbitro: | Roman Galimov |

|  |           |                   |
|  | Marcatori | 39’ Kehinde Fatai |

| Arbitro: | Sergey Lapochkin |

|                   |           |                            |
| Kehinde Fatai 52’ | Marcatori | 75’ (aut.) Dmitri Stotskiy |

| Arbitro: | Mikhail Vilkov |

|                        |           |  |
| Vasiliy Berezutski 18’ | Marcatori |  |

| Ufa 22 ottobre 2016, ore 13:30 11ª giornata | Ufa           | 0 – 0 referto | Rostov | Stadio Neftjanik (7.200 spett.)\| Arbitro: \| Evgeni Turbin \| |
| Arbitro:                                    | Evgeni Turbin |               |        |                                                                |

| Arbitro: | Aleksandr Egorov |

|  |           |                              |
|  | Marcatori | 45'+1’ Sly 80’ Kehinde Fatai |

| Arbitro: | Aleksey Eskov |

|                                           |           |                                                           |
| Dmitriy Sysuev 45'+2’ Dmitri Stotskiy 49’ | Marcatori | 18’ (rig.) Jonathas 28’ Rubén Rochina 51’ Elmir Nabiullin |

| Arbitro: | Sergej Ivanov |

|  |           |                  |
|  | Marcatori | 63’ Ondrej Vanek |

| Arbitro: | Vladimir Moskalev |

|                         |           |  |
| Ondrej Vanek 39’ (rig.) | Marcatori |  |

| Arbitro: | Mikhail Vilkov |

|                                       |           |  |
| Giuliano 84’ Aleksandr Kokorin 90'+3’ | Marcatori |  |

| Arbitro: | Aleksey Matyunin |

|                      |           |  |
| Aleksandr Sukhov 64’ | Marcatori |  |

| Arbitro: | Sergey Karasev |

|  |           |         |
|  | Marcatori | 82’ Sly |

| Arbitro: | Vladimir Seldyakov |

|                  |           |  |
| Ivan Paurevic 6’ | Marcatori |  |

| Krasnodar 19 marzo 2017, ore 14:30 20ª giornata | Krasnodar       | 0 – 0 referto | Ufa | Stadio FC Krasnodar (15.365 spett.)\| Arbitro: \| Kirill Levnikov \| |
| Arbitro:                                        | Kirill Levnikov |               |     |                                                                      |

| Arbitro: | Roman Galimov |

|  |           |                      |
|  | Marcatori | 37’ Jefferson Farfán |

| Arbitro: | Sergey Lapochkin |

|                   |           |                                                                       |
| Ivan Oblyakov 85’ | Marcatori | 38’ Denis Glushakov 56’ (rig.) Quincy Promes 90'+1’ Lorenzo Melgarejo |

| Arbitro: | Vladimir Moskalev |

|                 |           |                       |
| Darko Bodul 89’ | Marcatori | 35’ (aut.) Janusz Gol |

| Arbitro: | Vladislav Bezborodov |

|  |           |                              |
|  | Marcatori | 65’ Vitinho 90’ Fedor Chalov |

| Arbitro: | Aleksey Nikolaev |

|                  |           |  |
| Dmitri Poloz 23’ | Marcatori |  |

| Arbitro: | Evgeni Turbin |

|                         |           |  |
| Aleksandr Sukhov 90'+3’ | Marcatori |  |

| Arbitro: | Vladimir Moskalev |

|                                        |           |                     |
| Mijo Caktas 37’ (rig.) Mijo Caktas 53’ | Marcatori | 19’ Dmitri Stotskiy |

| Arbitro: | Evgeni Turbin |

|                                       |           |                      |
| Dmitri Stotskiy 34’ Kehinde Fatai 90’ | Marcatori | 41’ Pylyp Budkivskyi |

| Arbitro: | Aleksandr Egorov |

|                  |           |                         |
| Vadim Afonin 90’ | Marcatori | 90'+3’ Aleksandr Sukhov |

| Arbitro: | Vladimir Seldyakov |

|                   |           |  |
| Kehinde Fatai 38’ | Marcatori |  |

### Coppa di Russia
| Arbitro: | Lasha Verulidze |

|                               |                      |                     |
| Islamnur Abdulavov 10’ (aut.) | Marcatori            | 18’ (rig.) Marcinho |
|                               | Tiri di rigore 4 – 6 |                     |

| Arbitro: | Artem Chistyakov |

|                            |                      |                         |
| Dmitri Stotskiy 53’ (aut.) | Marcatori            | 13’ (aut.) Wilker Ángel |
|                            | Tiri di rigore 4 – 5 |                         |

| Arbitro: | Roman Galimov |

|                   |           |  |
| Azamat Zaseev 66’ | Marcatori |  |

| Arbitro: | Aleksandr Egorov |

|                      |           |  |
| Manuel Fernandes 44’ | Marcatori |  |